# Мітюково (Звениговський район)
Мітюко́во (рос. Митюково, марій. Митиполко) — присілок у складі Звениговського району Марій Ел, Росія. Входить до складу Кужмарського сільського поселення.

## Населення
Населення — 16 осіб (2010; 13 у 2002).
Національний склад (станом на 2002 рік):
- марі — 62 %
- росіяни — 38 %